# Stromtrichter

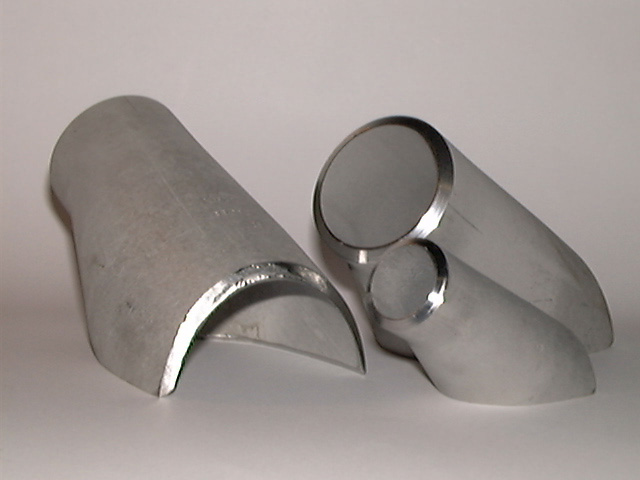
Nahtlose Stromtrichter

Stromtrichter sind Formteile aus Stahl oder Edelstahl für den Behälter- und Apparatebau.
Stromtrichter verbinden halbrunde Profile mit runden Anschlussrohren. Mit der Trichterform wird der Ein- und Austritt von Halbrohren und Halbrohrschlangen, wie sie zur Behälterbeheizung verwendet werden, besonders strömungsgünstig gestaltet. Es wird eine gleichmäßige Temperaturführung erreicht und  Verwirbelungen bzw. sog. Kaltwassersäcke werden vermieden.
Ausführung und Baumaße von Stromtrichtern sind in der DIN 28127 genormt, welche bezüglich des Herstellungsprozesses von aus Blech konturgepressten und miteinander verschweißten Formteilen ausgeht.
Seit 1996 werden in einem patentierten Verfahren auch nahtlose Stromtrichter (aus nahtlosen Stahl- und Edelstahlrohren) hergestellt. Diese entsprechen in ihren Baumaßen im Wesentlichen der DIN 28127 und werden in einer separaten Werknorm (WH-Norm 120) dargestellt.